# Saint-Loup-du-Gast
Saint-Loup-du-Gast – miejscowość i gmina we Francji, w regionie Kraj Loary, w departamencie Mayenne.
Według danych na rok 1990 gminę zamieszkiwały 303 osoby, a gęstość zaludnienia wynosiła 30 osób/km² (wśród 1504 gmin Kraju Loary Saint-Loup-du-Gast plasuje się na 981. miejscu pod względem liczby ludności, natomiast pod względem powierzchni na miejscu 1006.).